# Haush
Cet article concerne la langue haush ou manekenkn. Pour le peuple manekenkn, voir Mánekenk.
Le haush (ou manekenk) est une langue chon parlée en Argentine, dans l'extrémité orientale de la Terre de Feu par les Mánekenk.
Le haush, parlé par une communauté de 300 personnes avant 1850, s'est éteint dans les années 1920.